# البحيرة (بلنسية)

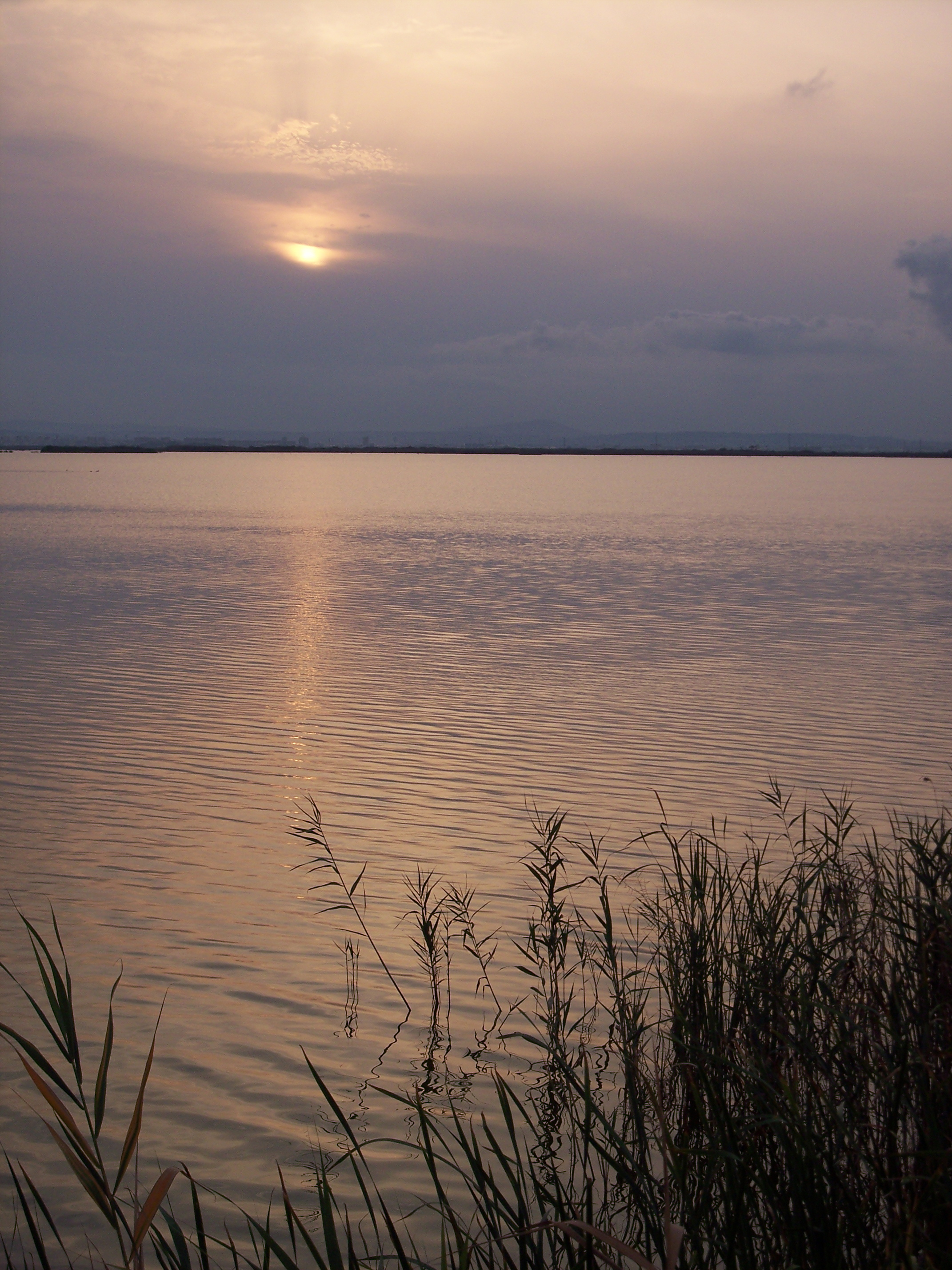
شروق الشمس على البحيرة في بلنسية

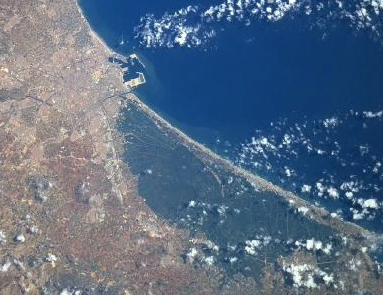
البحيرة الشاطئة البحيرة، في صورة الأقمار الصناعية.

البُحيرة في بلنسية هي بحيرة شاطئة من مياه عذبة وخور على ساحل خليج بلنسية في منطقة بلنسية في شرق إسبانيا . هو الجزء الرئيس من متنزه البحيرة الطبيعي، بمساحة تبلغ 21,120 هكتار (52,200 أكر) . يسمح التنوع الحيوي الطبيعي للمحمية الطبيعية بمجموعة كبيرة ومتنوعة من النباتات والحيوانات لتزدهر ويتم ملاحظتها على مدار العام. على الرغم من أنها كانت في السابق بحيرة مياه مالحة، إلا أن التخفيف بسبب الري والقنوات التي تصب في مصب النهر وزيادة حجم الرمال حولتها إلى مياه عذبة بحلول القرن السابع عشر.